# 인쇄기
인쇄기(印刷機)는 판면(版面)에 잉크를 묻히고, 판면의 문자·그림 등을 종이 등에 박아 많은 복제를 만드는 기계 장치이다. 1439년 독일의 구텐베르크가 개발하였으며, 회전 인쇄는 1833년 미국의 리처드 마치 호가 개발하였다.

## 인쇄 출력량
아래에는 여러 인쇄기가 시간 당 인쇄할 수 있는 최대 페이지 수를 나열한다.
|                    | 수작업 인쇄기            | 수작업 인쇄기          | 증기 방식 인쇄기 | 증기 방식 인쇄기 | 증기 방식 인쇄기 | 증기 방식 인쇄기 |
|                    | 구텐베르크 방식 ca. 1600 | 스태너프 방식 ca. 1800 | 쾨니히 방식 1812 | 쾨니히 방식 1813 | 쾨니히 방식 1814 | 쾨니히 방식 1818 |
| 시간당 임프레션 수 | 240                      | 480                    | 800              | 1,100            | 2,000            | 2,400            |

## 종류

### 철판매엽원압인쇄기
철판매엽원압인쇄기(凸版枚葉圓壓印刷機)는 압동(壓胴)이 갈고랑이로 종이를 1장씩 물고 회전함으로써 판과의 사이에서 인쇄를 하게 된다. 판은 철제인 4각 테이블(版盤) 위에 고정되고, 앞뒤로 왕복운동을 반복한다.
그 밖에도 쌓아올린 용지를 1장씩 내보내는 급지부(給紙部), 종이를 정한 위치로 끌어당김으로써 인쇄 위치를 맞추는 방향부(方向部), 잉크를 반죽해서 균일하게 공급하는 잉크 장치, 인쇄된 종이를 집어 내어서 쌓아 올리는 배지부(排紙部) 등이 붙어 있다.
서적이나 카탈로그 등 활판인쇄에 가장 널리 사용되며, 인쇄속도는 사람의 손으로 급지(給紙)하는 수동식은 매분 40∼45매, 자동급지기가 딸린 것에서는 매분 65∼80매 정도이다.

### 철판윤전인쇄기
철판윤전인쇄기(凸版輪轉印刷機)는 지형을 원통형으로 둥글게 하여 환판(丸版)을 주조(鑄造)하고, 이것을 원통형의 판동에 걸어 회전시킴으로써 두루마리 종이에 인쇄한다(.인쇄부는 압동·판동·잉크 장치·잉크 건조 장치로 되어 있다. 급지부로부터는 두루마리 종이를 항상 일정한 속도와 장력(張力)으로 보낼 필요가 있다.
윤전기는 고속으로 윤전되는 것이므로 특히 정밀하고 튼튼하게 만들어야 하며, 각종 전기 장치로 조작(操作)의 안전을 도모하고 있다. 또한 종이가 없어졌을 때 다음의 두루마리 종이에 자동적으로 풀을 칠해서 붙게 하는 자동종이 이음장치 따위를 마련하는 수도 있다. 절지기(折紙機)는 연속하여 나오는 인쇄지를 세로로 분할하되, 삼각판으로 세로로 2절(折)하여 절동(折胴)으로 옆으로 접어 절단하고, 가지런히 쌓아서 4, 8, 16, 32페이지 등으로 접어 보낸다.

#### 신문윤전기
신문윤전기(新聞輪轉機)는 신문을 고속인쇄하기 위한 극히 대형인 인쇄기로서, 판걸기가 신속하게 진행되며, 각종 자동 장치가 붙어 있다. 우리나라에서 널리 쓰이고 있는 것은 종이폭 1,625mm(신문을 폈을 때의 옆폭의 2배)인 것으로서, 판동(版胴) 1회전으로 1페이지 크기의 신문이 4매(16페이지분) 인쇄되며, 인쇄쇽도는 매분 1,600∼2,400매이다. 앞뒤 단식인 인쇄부(印刷部)가 하나의 유니트로 되어 있고, 이것이 여러 개 연결되어 있다. 인쇄지는 절지기에서 추려져 나오며 많은 페이지의 신문을 만든다.

#### 서적유전기
서적윤전기(書籍輪轉機)는 잡지 등의 양산(量産) 인쇄에 쓰인다. 앞뒤 단색인 철판(凸版)인쇄를 하며, 절지기로 16페이지, 32페이지 등으로 접어서 배지(排紙)한다.

### 오프셋매엽인쇄기
오프셋매엽인쇄기(offset 枚葉印刷機)의 인쇄부에는 0.3∼0.5mm의 얇은 판을 붙인 판동(版胴)·블랭킷동(胴)·압동(壓胴) 등 세개의 실린더가 있다. 롤러로 판을 적시는 물과 잉크를 공급하여 이것을 고무블랭킷에 일단 전사(轉寫)해서 고무블랭킷과 압동과의 사이에서 매엽지(枚葉紙)에 인쇄한다. 자동급지기를 가진 것이 많고, 인쇄속도는 매분 80∼120매 정도이다(〔그림〕－17). 고무에는 탄력이 있으므로 표면이 고르지 못한 종이일 경우에도 깨끗이 인쇄되며, 또 종이가 판면에 직접 닿지 않으므로 지분(紙粉)의 부착에 의한 판의 마멸(磨滅)이 작다.
컬러백과사전·잡지의 표지·캘린더·포스터·카탈로그·포장지 등의 인쇄에도 널리 쓰인다.

## 사진

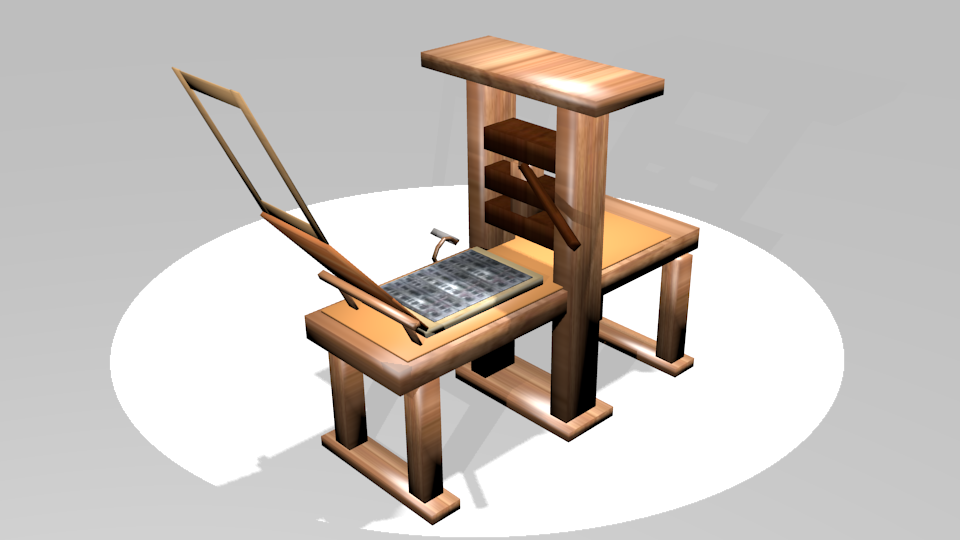
1650년부터 1850년까지 사용된 커먼 프레스 모델
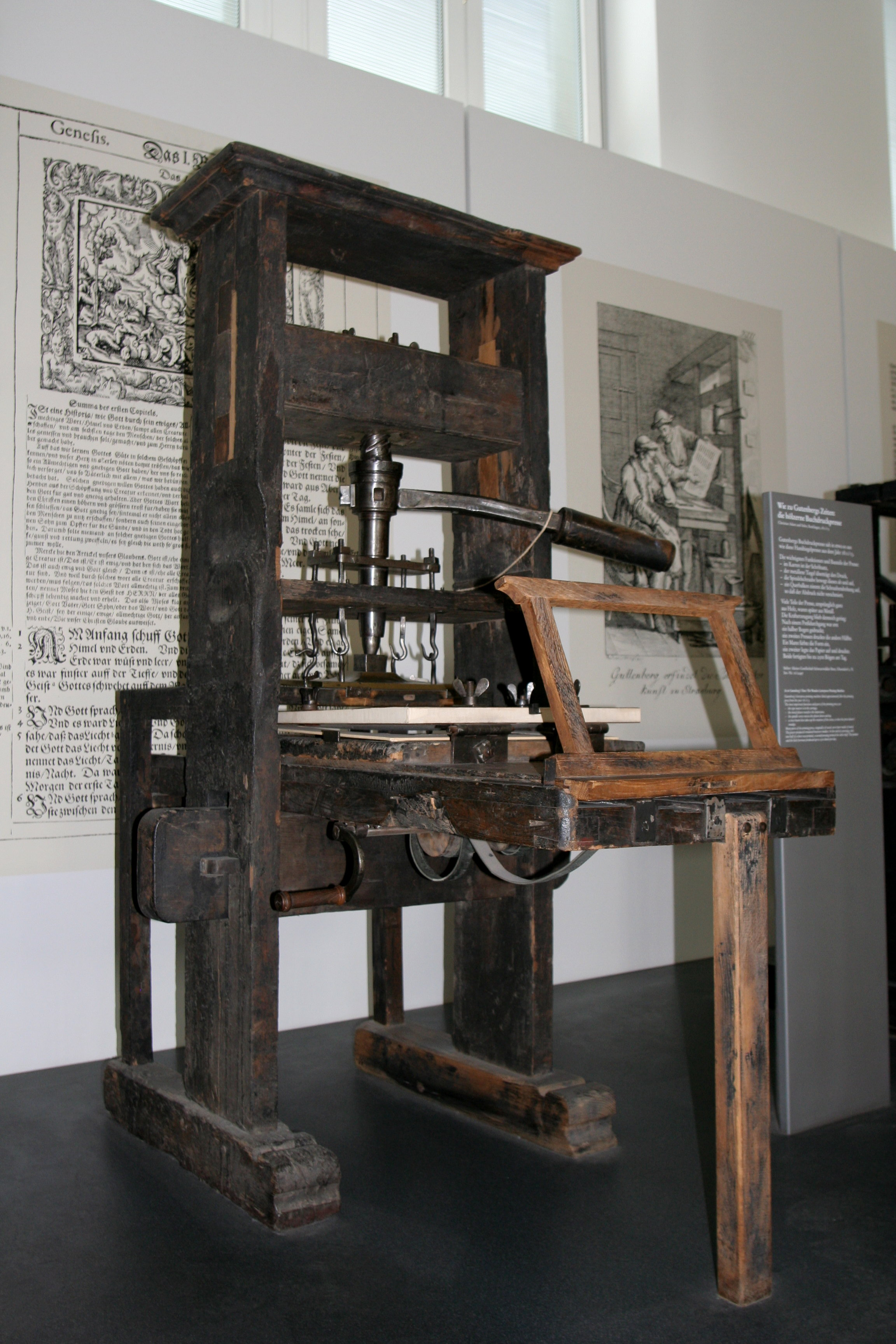
1811년의 인쇄기
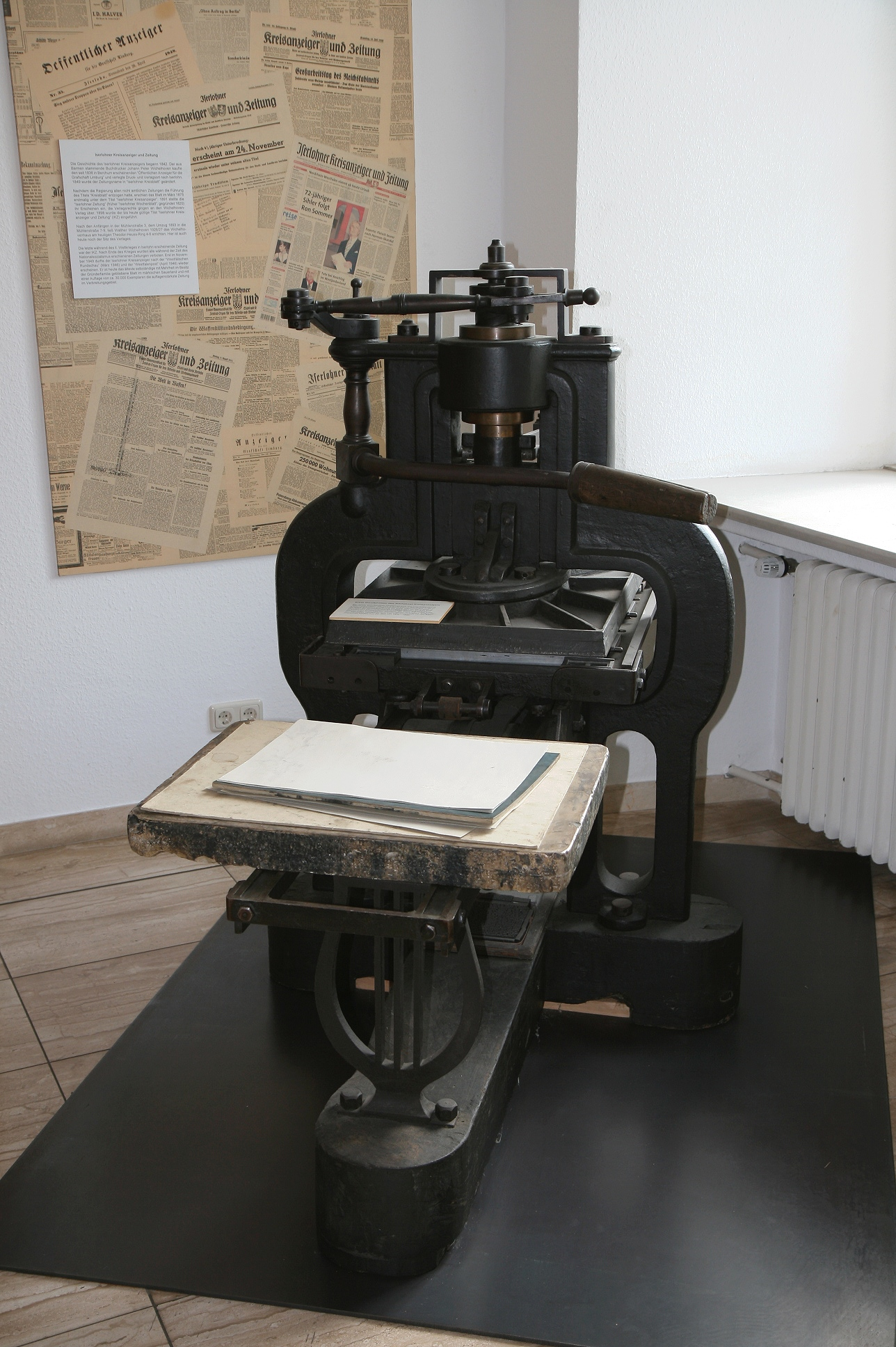
1842년의 스태너프 인쇄기
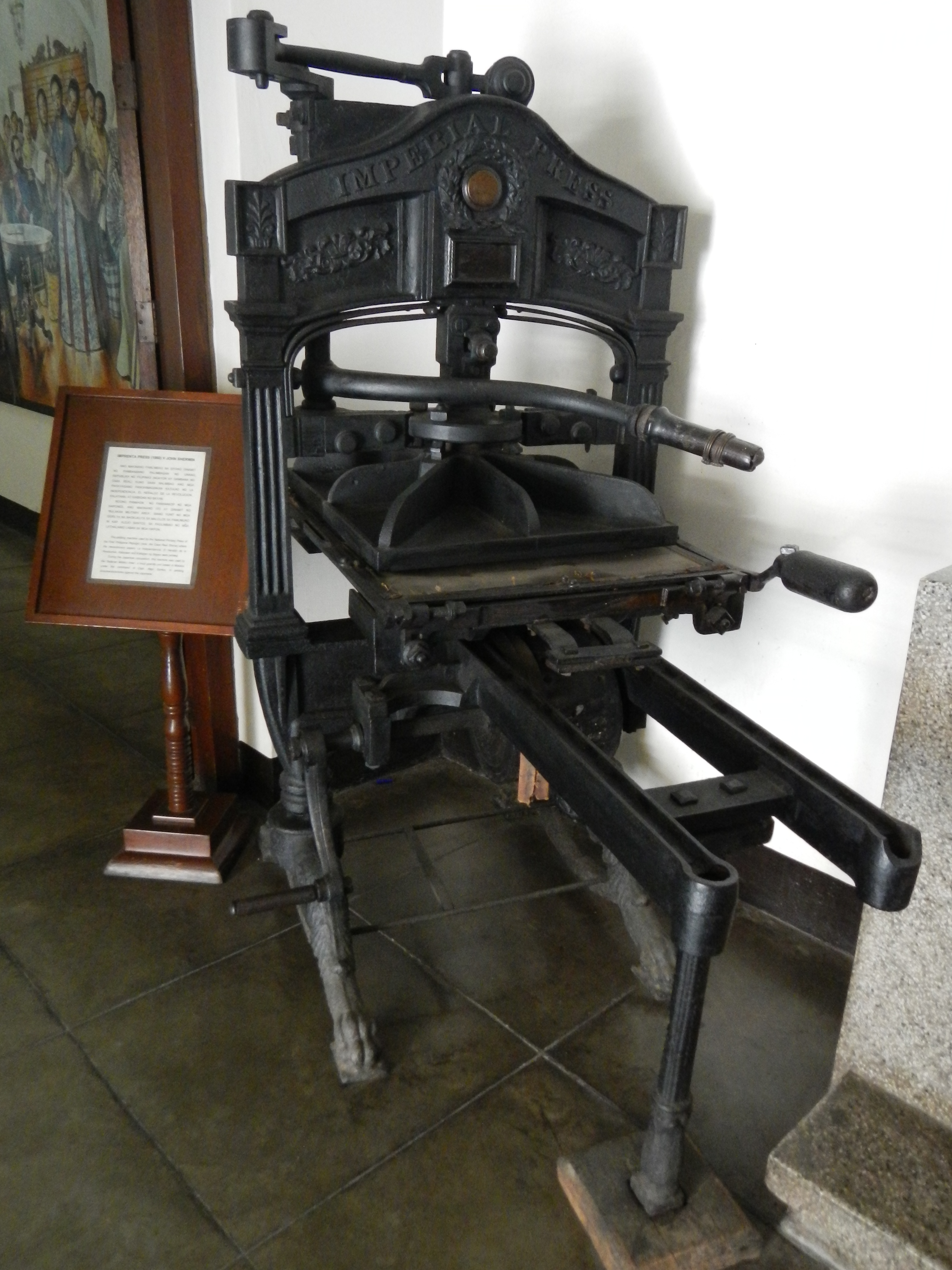
1860년 임프렌타 프레스 V 존 셔윈(Imprenta Press V John Sherwin)
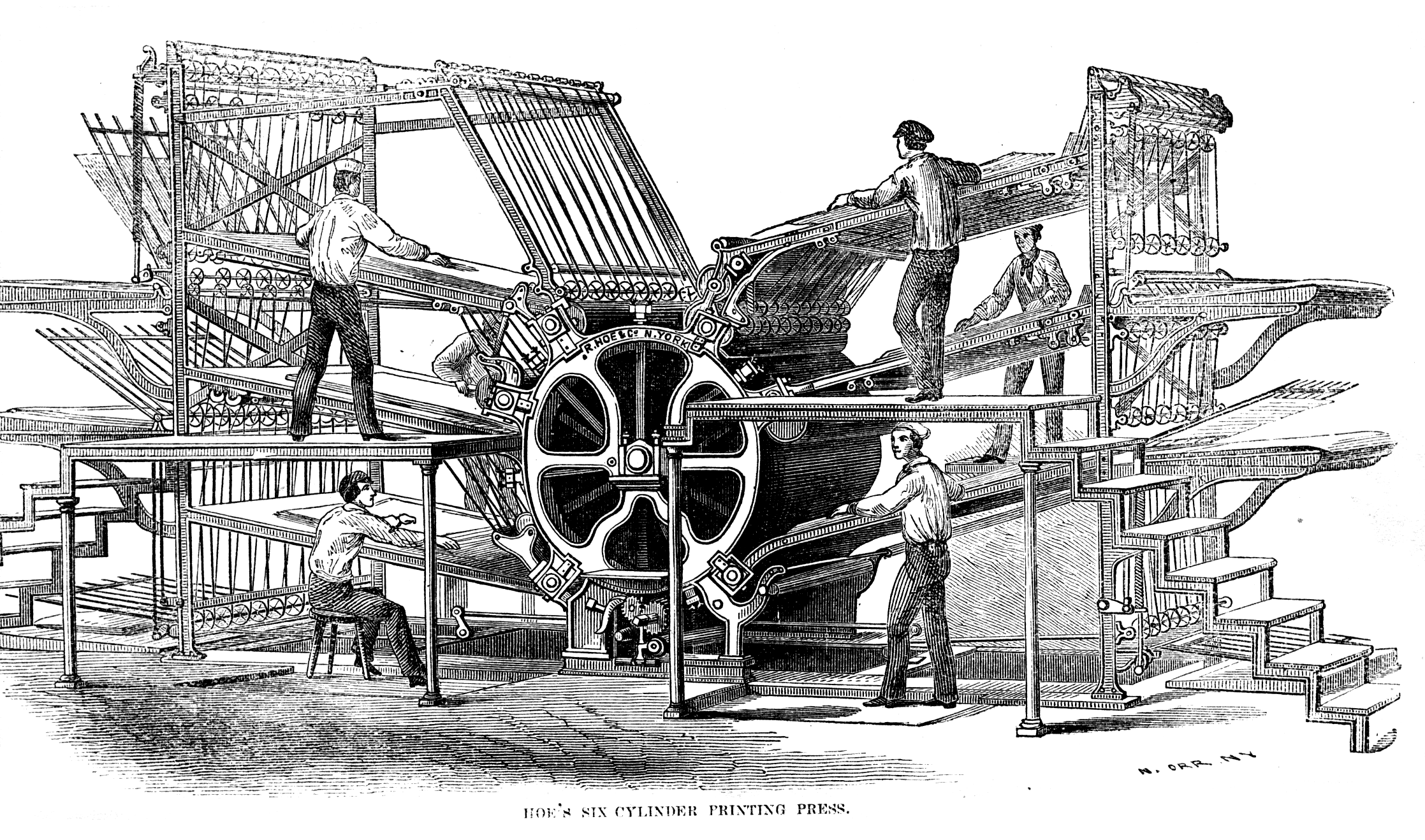
호의 6실린더 윤전 인쇄기 (1864년)
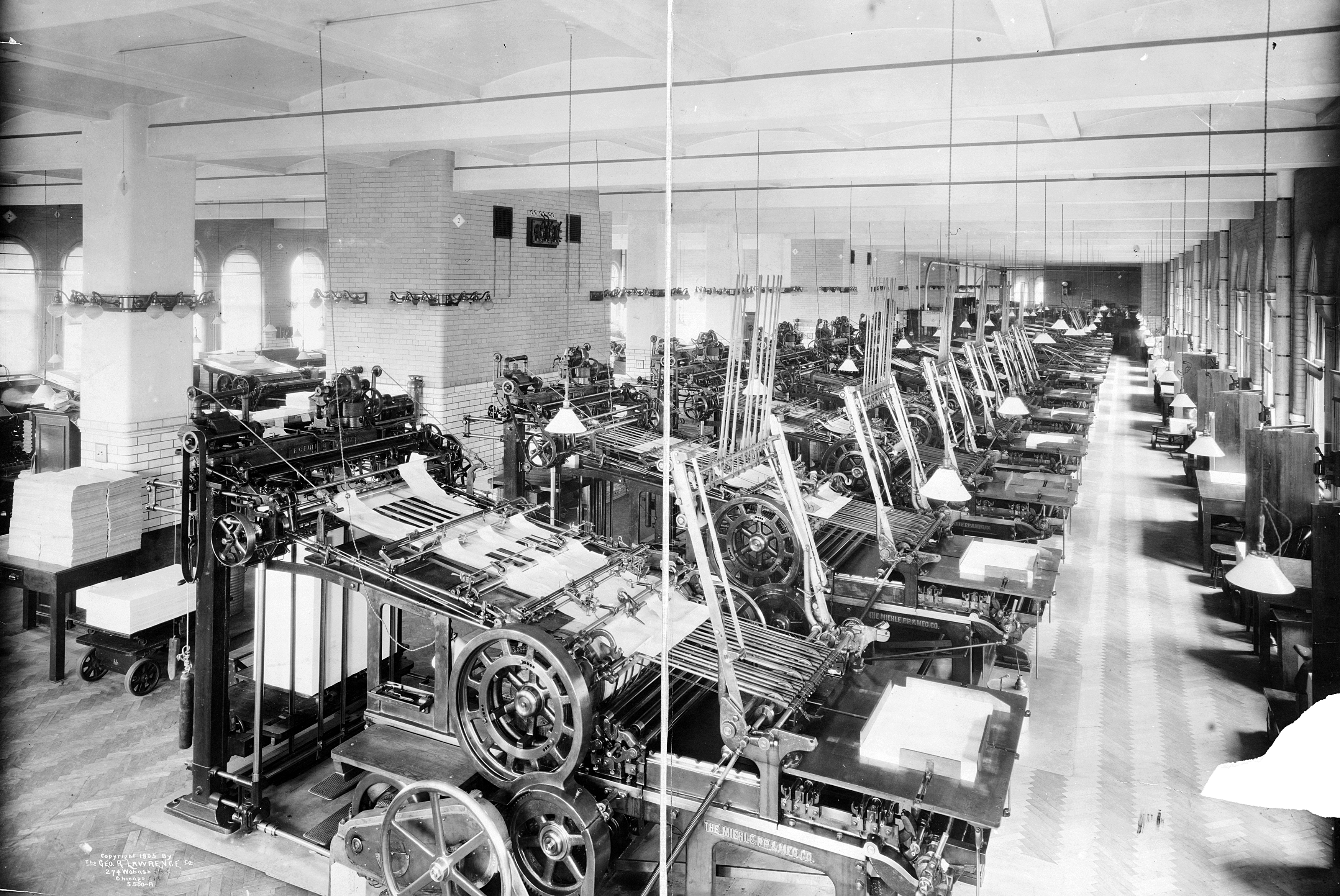
The Miehle P.P. & Mfg. Co. (1905년)
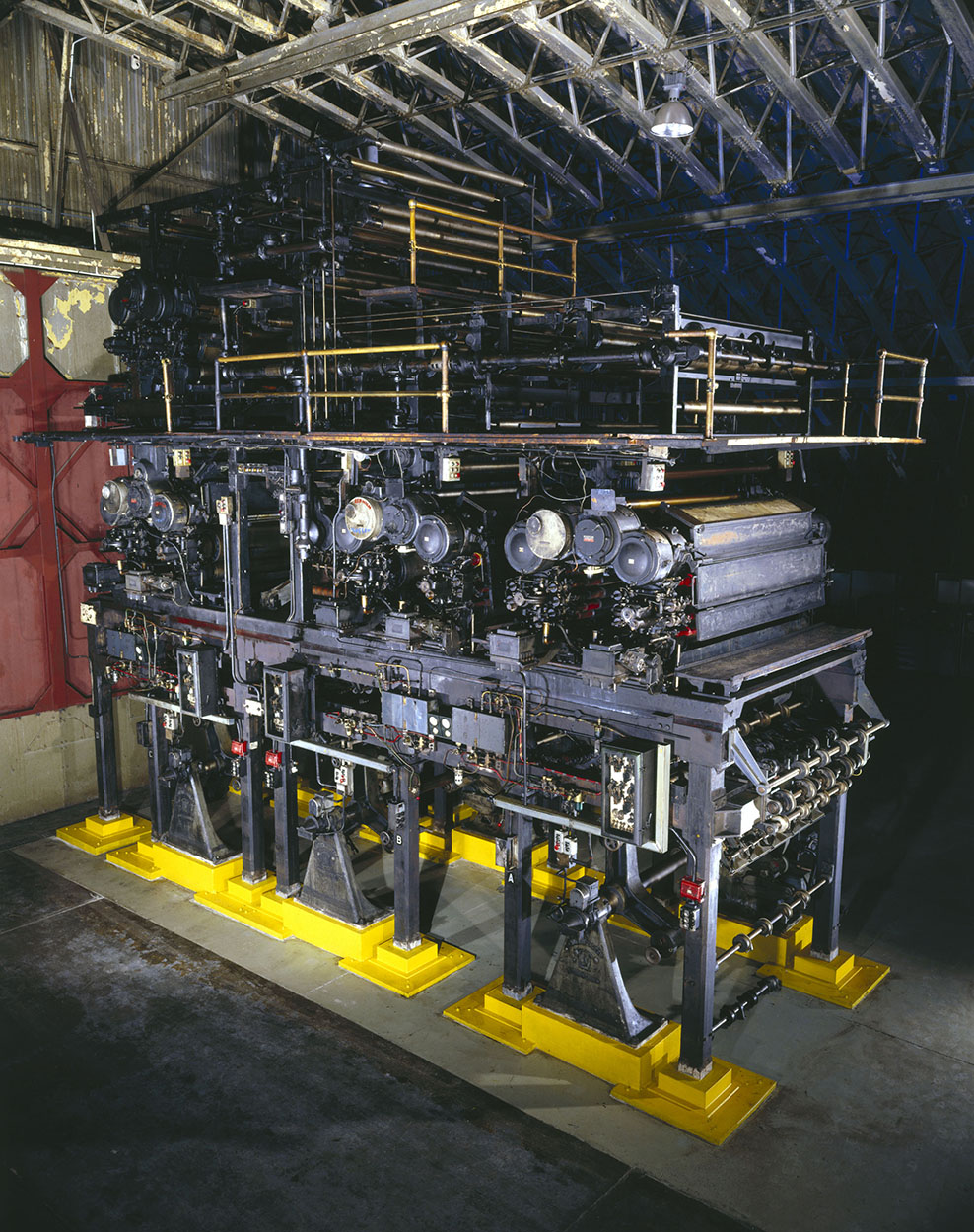
데일리 메일용 1934년 인쇄기
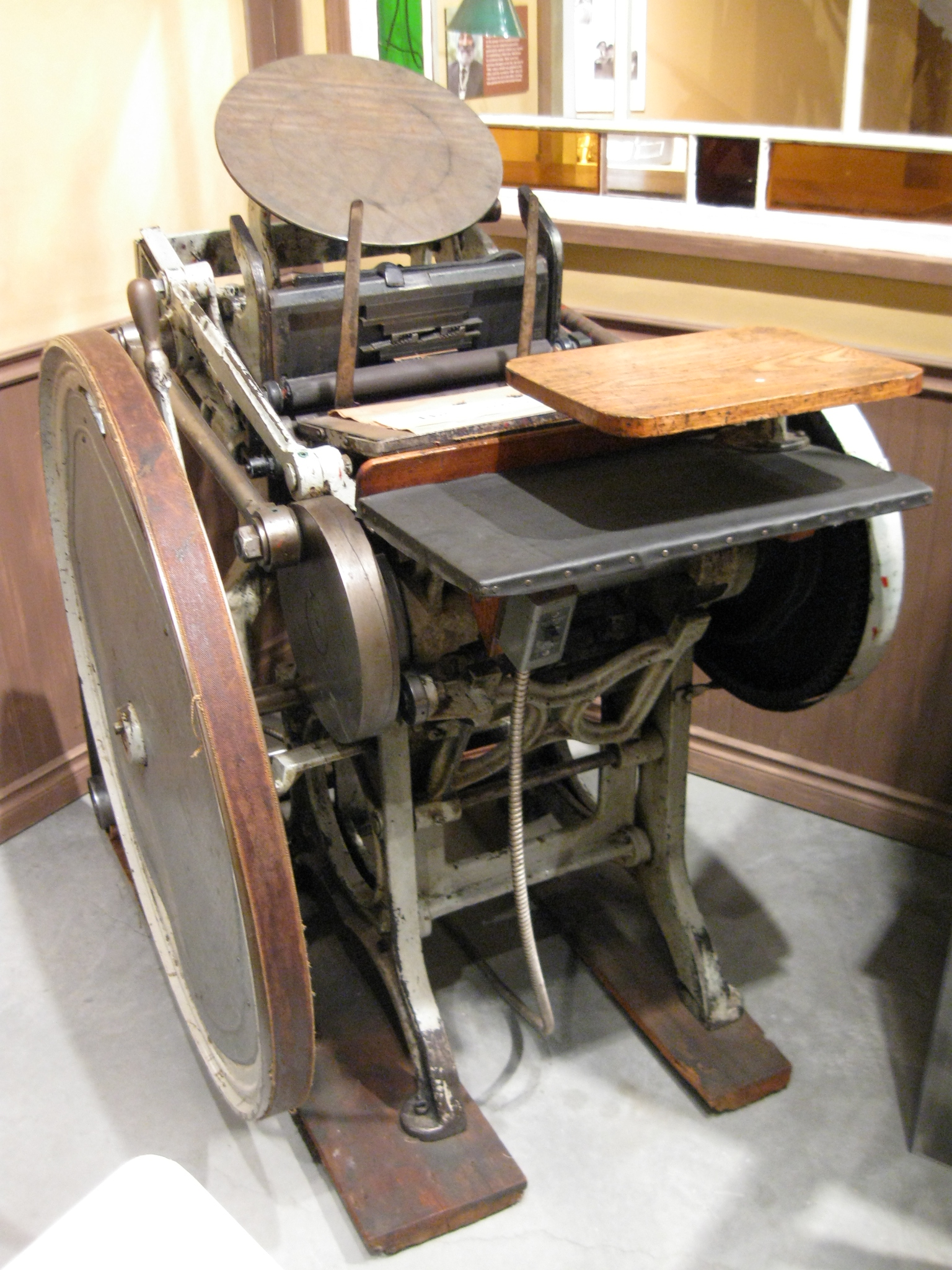
1930년대 말 Platen 인쇄기 모델
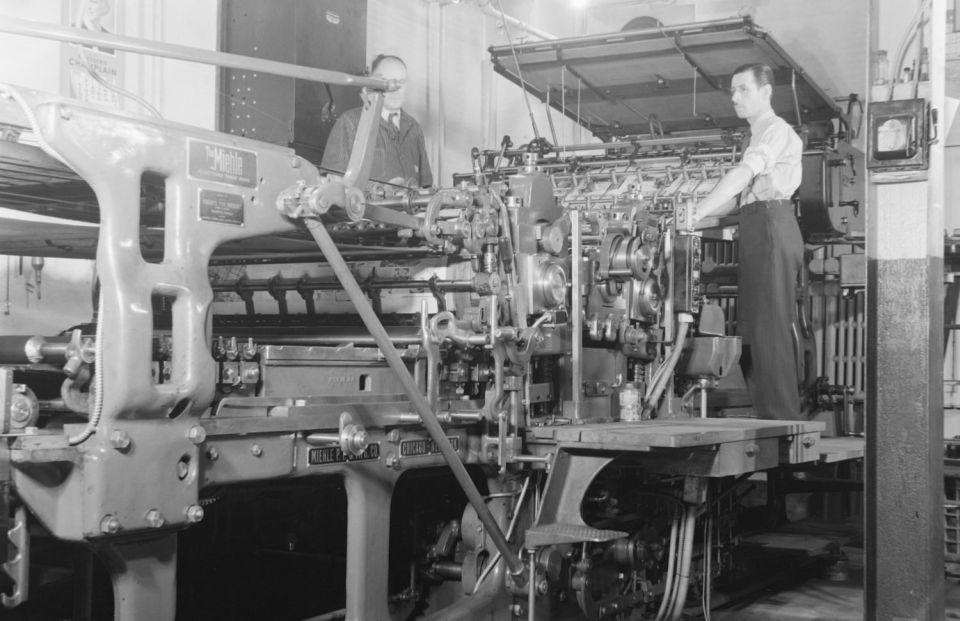
몬트리올의 르 사메디 저널 인쇄에 사용된 Miehle 인쇄기(1939년)

## 같이 보기
- 석판 인쇄
- 오프셋 인쇄
- 탁상출판
- 전자 출판
- 프린터

## 참고 문헌
- 이 문서에는 다음커뮤니케이션(현 카카오)에서 GFDL 또는 CC-SA 라이선스로 배포한 글로벌 세계대백과사전의 내용을 기초로 작성된 글이 포함되어 있습니다.

- Bolza, Hans (1967), “Friedrich Koenig und die Erfindung der Druckmaschine”, 《Technikgeschichte》 34 (1): 79–89
- Wolf, Hans-Jürgen (1974), 《Geschichte der Druckpressen》 1판, Frankfurt/Main: Interprint